# 阿特湖畔魏勒格
阿特湖畔魏勒格是奥地利上奥地利州弗克拉布鲁克县的一个市镇。总面积55平方公里，总人口1493人，人口密度27.1人/平方公里（2005年）。